# Paul Gonsalves
Paul Gonsalves (Brockton, 12 juli 1920 - Londen, 15 mei 1974) was een Amerikaanse jazzsaxofonist. Hij speelde tenorsaxofoon bij verschillende orkesten, maar kreeg vooral bekendheid als saxofonist bij de band van Duke Ellington. Hij speelde een beroemd geworden solo op het Newport Jazz Festival, die Ellingtons orkest weer in de schijnwerpers zette.

## Begin van de carrière
Gonsalves' eerste baan als professionele muzikant was bij het orkest van Sabby Lewis. Hij speelde hier voor en na zijn militaire dienst tijdens de Tweede Wereldoorlog. Hij was saxofonist bij Count Basie (1946-1949) en Dizzy Gillespie (1949-1950) en sloot zich in 1950 aan bij het orkest van Ellington, waar hij Ben Webster verving. Hier zou hij voor de rest van zijn leven spelen, bijna een kwart eeuw. Zijn dienstverband bij Ellington werd alleen kort onderbroken in 1953, toen hij bij Tommy Dorsey werkte.

## Newport Jazz Festival 1956
Op 7 juli 1956 speelde hij zich definitief in de geschiedenisboeken van de jazz door zijn optreden op het Newport Jazz Festival. Gonsalves kreeg de solo die de songs "Diminuendo in Blue" en "Crescendo in Blue" tot één nummer maakte en blies er een die het publiek tot grote opwinding bracht. De solo duurde liefst 27 chorussen. Bij de zevende chorus begon het applaus aan te zwellen en dat zou niet meer stoppen. Het publiek was na het nummer zo verhit, dat Ellington besloot met wat rustiger repertoire te vervolgen. De solo haalde de kranten en betekende een comeback voor het orkest van Ellington, dat een slappe periode doormaakte: de belangstelling voor grote swing-orkesten was gering en enkele belangrijke spelers hadden zijn band verlaten. Hij stond nu weer in de schijnwerpers. Time besteedde een artikel aan hem om de wederopstanding van de jazz te beschrijven. De plaat van het optreden, 'Ellington at Newport', werd een bestseller. 
Na zijn optreden was Gonsalves min of meer de lieveling van Ellington en de ster van het orkest. "Diminuendo and Crescendo in Blue" werd nu een vast nummer op Ellingtons playlist en iedere keer moest Gonsalves opdraven voor een lange solo. Hij kreeg nu elke up-tempo tenorsaxofoonsolo toebedeeld, hoewel hij in feite een voorkeur had voor ballads.

## Solowerk
Zijn voorkeur voor rustige nummers weerspiegelde zich in de platen die hij als leider maakte, zoals 'Love Calls', een duetten-plaat met Eddie Lockjaw Davis en "Just A-Sittin' and A-Rockin'" (met trompettist Ray Nance). Buiten Ellington nam Gonsalves ruim twintig platen op, waaronder met Tubby Hayes, Earl Hines, Sonny Stitt en Roy Eldridge.

## Alcohol en drugs
Gonsalves was verslaafd aan alcohol en drugs. Tijdens optredens was zijn fysieke toestand af en toe zo slecht, dat Ellington hem wel 'strafte' met extra lange soli. Ook stuurde de leider hem tijdens een solo wel de zaal in om het ontnuchteringsproces wat te versnellen. Omdat hij vaak van het podium af stapte om tussen het publiek te spelen, had hij in het orkest de bijnaam The Strolling Violins. Ook bij zijn gastoptreden in de Parkschouwburg van Hoorn bij het orkest van Boy Edgar, op 14 mei 1974, stapte hij al spelend van het podium het publiek in. Het was zijn laatste solo. De volgende dag werd hij dood gevonden op zijn hotelkamer in Londen. Hij was gestorven aan een overdosis drugs, enkele dagen voor het overlijden van Ellington. Zoon Mercer Ellington besloot het nieuws niet aan zijn zieke vader te vertellen, bang dat diens gezondheidstoestand zou verslechteren. Duke Ellington, Gonsalves en Ellington-oudgediende Tyree Glenn lagen in hetzelfde mortuarium in New York opgebaard.

## Discografie
Met Ellington (selectie)
- Ellington at Newport
- Duke Ellington and His Orchestra featuring Paul Gonsalves

Als leider
- Cookin', Argo, 1957
- Diminuendo, Crescendo and Blues, RCA Victor, 1958
- Ellingtonia Moods and Blues, RCA Victor, 1960
- Gettin' Together, Jazzland, 1961
- Tenor Stuff (met Harold Ashby), Columbia Lansdowne Jazz, 1961
- Cleopatra-Feelin' Jazzy, Impulse!, 1963
- Tell It the Way It is, Impulse!, 1963
- Salt and Pepper (met Sonny Stitt), Impulse!, 1963
- Rare Paul Gonsalves Sextet in Europe, Jazz Connoiseur, 1963
- Boom-Jackie-Boom-Chick, Vocalion, 1964
- Just Friends (met Tubby Hayes), Columbia EMI, 1965
- Change of Setting (met Tubby Hayes), World Record Club, 1965
- Jazz Till Midnight, Storyville, 1967
- Love Calls (met Eddie Lockjaw Davis), RCA, 1967
- Encuentro, Fresh Sound, 1968
- Buenos Aires Session, Catalyst, 1968
- With the Swingers and the Four Bones, Riviera, 1969
- Humming Bird, Deram, 1970
- Just A-Sittin' and A-Rockin' (met Ray Nance), Black Lion, 1970
- Paul Gonsalves Meets Earl Hines, Black Lion, 1970
- Paul Gonsalves and his All Stars, Riviera, 1970
- Mexican Bandit Meets Pittsburgh Pirate (met Roy Eldridge), Fantasy, 1973
- Paul Gonsalves Paul Quinichette, 1974

- Bibsys: 61798
- Biblioteca Nacional de España: XX892683
- Bibliothèque nationale de France: cb13894598q (data)
- Gemeinsame Normdatei: 134610474
- International Standard Name Identifier: 0000 0001 1949 5961
- Library of Congress Control Number: no92002590
- Nationale Bibliotheek van Letland: 000068507
- MusicBrainz: 033fae4c-cb99-4e3b-8213-f0d0c1bc677d
- Nationale Bibliotheek van Tsjechië: ola2002158289
- Nationale Bibliotheek van Israël: 987007604960505171
- Nederlandse Thesaurus van Auteursnamen: 097833088
- Réseau des bibliothèques de Suisse occidentale: 02-A006117990
- Système universitaire de documentation: 067829058
- Virtual International Authority File: 49408107
- WorldCat: E39PBJfh7BvtDqv8BWBBKtx7HC